# Poledňana (přírodní rezervace)
Poledňana je přírodní rezervace poblíž obce Staré Hamry v okrese Frýdek-Místek. Oblast spravuje AOPK ČR Správa CHKO Beskydy. Důvodem ochrany je smíšený převážně bukový porost na skalnatých svazích.
V rezervaci bylo zjištěno 43 druhů plžů.